# Ramiro Rincón
Wilson Ramiro Rincón Díaz, nascido em Tibaná (departamento de Boyacá) em 17 de março  de  1987, é um ciclista colombiano da década de 2010. Obtém a sua vitória mais importante conseguindo a Volta à Guatemala de 2012.

## Fichas biográfica
Nativo de departamento de Boyacá,  em 2007, é membro da formação da Elite aficionada colombiana Coordinadora-EBSA, baixo as cores da qual, resulta campeão departemental da contrarrelógio. Colega de treinamento de Mauricio Soler, quando em Colômbia, Ramiro Rincão resulta, em agosto, stagiaire na sua formação, a Barloworld. Com esta, estreia ao tríptico Lombarde, ao finalizar neste mesmo mês. Depois, está comprometido em diferentes carreiras europeias, na Itália (Volta de Romaña 2007 [it] e Coppa Placci de 2007 [it],) na França e na Bélgica (Paris-Bruxelas de 2007 [nl] e GP de Fourmies, sem resultados avantajados.
Em maio de 2012, a direcção da equipa EPM-UNE envia seis homens para a Volta à Guatemala, para defender o título obtido por Giovanni Báez, no final de 2010. Ramiro Rincón está acompanhado de jovens elementos e do experiente Fredy Piamonte. Durante a segunda etapa, Rincón faz parte de um grupo de escapados que disputa a vitória, que toma um minuto de antemão ao pelotão. No dia seguinte, escapa na ascensão final, com o seu colega Piamonte. Este último consegue a etapa e Rincón consegue o maillot de líder Apesar de uma perda de tempo da entidade (2 min 46 s) para ele, na Alder Torres, vencedor do contrarrelógio da quarta etapa os EPM-UNE dominam os debates. Sobretudo a sétima etapa onde, numa escapada de seis, quatro dos seus (cujos Rincón), terminam com seis minutos de antemão, ao resto dos pretendentes Na última etapa, Rincón não será inquietado e consegue esta 52.ª edição, com 1 min 26 s de antemão a Piamonte.

### Ano de 2013
Sempre membro da equipa EPM-UNE, retoma a competição no final de fevereiro, durante a Clássica José María Córdova de Rionegro. Mas que isso seja nesta prova ou à Clássica de Anapoima começa em abril, os resultados são insignificantes.
Vai tudo de outro modo, uma semana mais tarde, Ramiro Rincón ganha a Clássica de Fusagasugá, ante o seu líder, Óscar Sevilla. Delfim desta etapa inicial, no contrarrelógio, Rincón mata a carreira na segunda, ao ser com os seus colegas Sevilla e Walter Pedraza, os sózinhos a poder seguir o ataque de Freddy Montaña. Rincón, escapando a Montaña, ganha a etapa, depois no dia seguinte, a geral bem como três classificações anexas.
Quatro semanas mais tarde, Ramiro Rincón impõe-se na Clássica do Carmen de Viboral, na ausência de Sevilla. Após ter conseguido a primeira etapa, graças a uma escapada solitária de uns sessenta quilómetros, produzindo as separações possíveis, senta definitivamente a sua vitória, durante o contrarrelógio que domina, dois dias mais tarde. Outorga-se, indigne, o troféu do melhor escalador.

### Ano de 2016: controle positivo e suspensão
Sem resultados notáveis desde 2013, Ramiro Rincón reapareceu à cimeira da hierarquia durante a vigésima-quinta edição da Tour de Santa Catarina, no Brasil. Membro da formação local "Pro Cycling Team ADF-Guarulhos", impõe-se desde a primeira etapa. À véspera da chegada, Rincón acusa um atraso de vinte-e-um segundos ao líder. Mas ganha a última etapa com mais de quatro minutos de avanço aos seus perseguidores. O que permite se impor não só à classificação geral, mas também nas classificações anexas da montanha e por pontos.
Seus resultados fazem-no reintegrar a equipa continental profissional brasileira Funvic Soul Ciclos-Carrefour, nos finais de julho. Esta o alinha à saída da 78.ª edição da Volta a Portugal. Rincón mostra-se conseguindo o troféu do melhor escalador. No mês de novembro seguinte, o UCI informa que o corredor tem padecido um controle antidopagem positivo ao EPO CERA, durante esta última competição. Em junho de 2018, é suspenso finalmente oito anos, até 26 de junho de 2026.

## Palmarés
- 2003
  - 3.º do campeonato da Colômbia da contrarrelógio cadetes
- 2009
  - 3.º da Volta à Colômbia Esperanças
- 2012
  - Classificação geral da Volta à Guatemala
  - 2.º da Volta ao Vale do Cauca
- 2013
  - Clássica de Fusagasugá :
    - Classificação geral

  - 2. ª etapa
  - Clássica do Carmen de Viboral :
    - Classificação geral

  - 1.ª e 3.º (contrarrelógio) etapas
- 2016
  - Tour de Santa Catarina :
    - Classificação geral

  - 1.ª e 5. ª etapas

## Classificações mundiais
| Ano              | 2012  | 2013  |
| UCI America Tour | 29.º. | 251.º |